# 史朝富
史朝富（1517年6月14—1606年），字節之，號小方，又號禮斋、體斋，福建晉江平易里（今泉州市鯉城區西街）人，祖籍浙江鄞縣（今寧波），匠籍，明朝政治人物，同進士出身。

## 生平
湖廣右布政使史朝宜弟。嘉靖十六年（1537年）与兄同舉丁酉科福建鄉試舉人。嘉靖三十二年（1553年）登癸丑科同進士。吏部观政，授浙江永康縣知县，丁母忧，起复补六合县。入为南京兵部郎中，出知湖廣永州府，隆慶五年（1571年）正月，考察，以老疾去职。卒年九十。乡人以朝宜、朝富兄弟比之为汉朝二疏。

## 家庭
曾祖史隲、祖父史時泰、父史宏珂。母吳氏。